# Tokyo Shore Seabass Tournament
Tokyo Shore Seabass Tournament（トーキョー ショア シーバス トーナメント、TSST）とは、シーバスルアーフィッシングトーナメントの一種である。

## 歴史
1997年にプロアングラー村岡昌憲の呼びかけにより始まった、東京湾陸っぱりシーバストーナメントで、環境保護とアングラーの交流を主目的にしている。
従来のトーナメントとの大きな違いは、釣り上げたスズキを検量所に持ち込まずに、その場で計測・記録し、リリースをすることであり、この先駆的な取組の結果、魚を生かすことを前提としたトーナメントを浸透させるに至っている。

## ルール
大会事務局が予め設けた制限時間の中で、東京湾及び東京湾流入河川をエリアとした陸のルアー釣りで釣果を競う（出場中は要ライフジャケット着用、もちろん立入禁止区域での釣りは禁止）。釣り上げたスズキ3尾の合計体長で順位をつけていく。
毎年3月、5月、7月、9月の4回開催され、各回ごとの成績優秀者の表彰と、全4回トータルでの成績優秀者の表彰がある。
また4回のうち1回でも出場した者には11月に開催されるクラシック戦（所謂グランドチャンピオン決定戦）に参加できる。通常開催される時間帯は午後9時～翌朝午前6時であり、夜通しでの釣行開催となる。

## 特徴
アングラー同士の交流や魚の環境を強く考える有名プロも多数参加をしており、村岡昌憲や大野ゆうきといった著名人と気さくに話ができることも大きな魅力のひとつである。
また、江原堅志、渡邊潤、草柳祐介などプロに匹敵する実力の持ち主も参加しているため、トーナメント終了後には東京湾奥や横浜横須賀界隈の旬の情報やルアー釣りでのこぼれ話などを聞くことができ、終始アットホームな雰囲気で釣り談義などを楽しく語れる場となっている。